# Huis Sonneveld
Huis Sonneveld in de Zuid-Hollandse stad Rotterdam is tussen 1932 en 1933 gebouwd door architect Leendert van der Vlugt van Bureau Brinkman & van der Vlugt in opdracht van A.H. Sonneveld, dan lid van de directie van de Rotterdamse onderneming Erven De Weduwe J. van Nelle. Huis Sonneveld is samen met het nabijgelegen door dezelfde architect in dezelfde stijl ontworpen Huis Boevé een rijksmonument.
Het ontwerp van het interieur, de uitvoering van het timmerwerk, de keuze van stoffering en meubilair alsmede het ontwerp van de buitenruimte zijn tot in detail afgestemd op de functionele inrichting van het gebouw. Zodoende is er sprake van een Gesamtkunstwerk in de zin van het Dessauer Bauhaus van Walter Gropius.
Tuin Sonneveld heeft eveneens cultuur-historische waarde, als vroeg voorbeeld van functionalistische ideeën over indeling van buitenruimten en de gewenste twee-eenheid tussen een tuin en een gebouw.
Sinds 2001 is het een door bezoekers van over de hele wereld bezocht museum, waarvan het beheer door de nieuwe eigenaren, Stichting Volkskracht Historische Monumenten, is gemandateerd aan het tegenover Huis Sonneveld gelegen Het Nieuwe Instituut.

## Ontstaan

### Voorgeschiedenis
Dat Sonneveld vanaf 1910 jaarlijks maandenlang rondreist door de Verenigde Staten, waar dan een enorme urbanisatie en industrialisering plaatsvindt, geeft hem een brede kijk op de ontwikkelingen van die tijd. In combinatie met het werken in een omgeving, waar men in de Spaanse Polder de nieuwe Van Nellefabriek (dan het meest vooruitstrevende fabrieksgebouw ter wereld) aan het bouwen is, maakt dit veel los bij hem. Ook zijn mede directieleden blijken niet onberoerd van de ontwikkelingen rond hun Rotterdamse werkplek.
In 1926 besloten als gevolg daarvan zowel firmant Kees van der Leeuw, als algemeen procuratiehouder Tabak, Bertus Sonneveld, als algemeen procuratiehouder Koffie en Thee Matthijs de Bruyn, ieder voor zich, leidend architect Leen van der Vlugt opdracht te geven om voor hen nieuwe woonhuizen te bouwen, respectievelijk in Rotterdam-Kralingen, Rotterdam-Centrum en Schiedam.
Een radicale stap, weg van hun klassieke woonomgeving, waarin zij tot dan leefden, waarbij Sonneveld en Van der Leeuw nog radicaler te werk gingen dan collega De Bruyn.
Sonnevelds oudste dochter Puck zal dit 1986 in een interview benadrukken, want haar vader bleek ”dermate enthousiast over de architectuur van de fabriek, dat hij in één klap het donkere huis aan de Heemraadssingel wil omzetten in een hypermodern huis met Gispen-meubilair, in tegenstelling tot de Bruyn, die geen afstand kon doen van zijn oude meubeltjes”.
In hun ogen voldeed niet alleen de overgang naar een onderkomen, dat symbool kan staan voor de moderne tijd, men stroopte als het ware de oude huid af om zonder ballast de moderne tijd te kunnen omarmen.
Deze gemoedstoestand binnen de directie en firmanten was niet specifiek voor Van Nelle of Rotterdam. Het maakte deel uit van een tijdgeest, die zich op allerlei manieren wilde afzetten van de ontmenselijking als gevolg van de Eerste (mechaniserings-) en Tweede (technologische-) Industriële Revolutie en de onder andere daaruit voortvloeiende innovaties en verregaande mechanisatie op het gebied van oorlogsvoering. De Eerste Wereldoorlog (met tientallen miljoenen slachtoffers en getraumatiseerden als gevolg van die ontwikkelingen), intensiveerde en versnelde dit proces van herbezinning en geestelijke zuivering.
Richting een beter leven voor allen.
Dit uitte zich op allerlei manieren, zoals in spirituele stromingen. Bijvoorbeeld theosofie (waarbij Koos van der Leeuw – broer van Kees van der Leeuw - internationaal een grote rol speelde) of Antroposofie van voorman Rudolf Steiner, kenden een enorme toeloop. Maar ook politieke bewegingen, die zich (al dan niet door toepassing van geweld, zoals bij de Russische Revolutie (1917) of het Anarchisme) voor en na de oorlog ontwikkelen richting politieke machten als de SDAP in Nederland, de SPD in Duitsland of de radicale Franse CGT. Of de antimilitaristen, die zich verenigden in bewegingen zoals in Nederland in het Comité voor duurzame Vrede of internationaal in War Resisters International. Die laatsten waren herkenbaar aan de speldjes met hun logo: het gebroken geweertje, die ze op hun kleding droegen.
Meer pragmatisch, zoals binnen architectuur en design, committeren zich velen om manieren te zoeken huisvesting en leefomstandigheden te verbeteren van de verpauperende arbeidersgemeenschappen binnen de grote industriële conglomeraties. Onder meer door middel van functioneel, gestandaardiseerd industrieel bouwen. Het motto wordt ”variatie door standaardisatie”. En gebruiksvoorwerpen moeten vooral praktisch zijn, met een kunstzinnig verantwoorde vormgeving en industrieel te vervaardigen, ”vorm volgt functie”. Schoonheid is geen doel op zich.
Zich deels overlappende begrippen als functionalisme, Bauhaus, nieuwe zakelijkheid/Neue Sachlichkeit, nieuwe bouwen of CIAM doen hun intrede, met belangrijke voordenkers als Behrens, Gropius, Mies van der Rohe, Le Corbusier alsmede landgenoten als Oud, de radicale hardliner Stam of stedenbouwkundige Van Eesteren.

### Context van het ontwerp
In 1908 was de Oostenrijkse architect Adolf Loos zo'n beetje de eerste, die uitgangspunten voor deze nieuwe stromingen formuleerde in een polemische lezing ”Ornament und Verbrechen”. Een kritische reactie op de rijkelijk van ornamenten voorziene, verwante (in België en Frankrijk)art-nouveau- en (in Centraal-Europa) jugendstil-stijlen, die dan mainstream zijn. Hij legde met uitspraken als ”Ornamentlosigkeit ist ein Zeichen geistiger Kraft” een grondsteen voor het Functionalisme.
Voorbeelden van dit uitgangspunt zijn in Huis Sonneveld terug te vinden:
De opdrachtgever wilde aanpassingen aan de te kopen stoelen, die leverancier Gispen presenteerde. Diens armleuningen van bakeliet hadden aan het eind een opstaand, krullend uiteinde, waar de elleboog tegen kon rusten. Sonneveld vond, dat dit afbreuk deed aan de harmonie van zijn nieuwe interieur, dus op de geleverde stoelen was het bakelieten opzetstuk van de leuningen als het ware recht 'afgezaagd'. De stoelen in de eetkamer hebben dezelfde armleuning als de fauteuils in het woongedeelte om gelijke sfeer te creëren.
Nog duidelijker waar te nemen zijn in dit woonhuis de verwerkte uitgangspunten ”licht, lucht en ruimte ten bate van hygiëne en gezondheid” van het Nieuwe Bouwen.
- Praktisch alle ruimten hebben rechtstreeks toegang tot de buitenruimte, hetzij balkon, dakterras, oprit of tuin;
- Teneinde de bezonning van de tuin optimaal te benutten, werd het gebouw zo ver mogelijk tegen de noordrand van het perceel gebouwd;

De hygiëne-aspecten uiten zich onder meer in:
- Drie ruime, van alle accessoires voorziene, badkamers;
- Vier aparte toiletten;
- Marmeren plinten langs alle muren en onder de radiatoren;
- Ontluchtingssysteem van de kelderverdieping;
- Gebruik van rubber, tegels en linoleum als vloerbedekking in verkeers- en personeelsruimten;
- Betegelde wanden in de personeelsruimten.

De hiervan in het verlengde liggende, door Le Corbusier geformuleerde “Vijf punten van een Nieuwe Architectuur” komen ook duidelijk tot uitdrukking in Huis Sonneveld:
- het uitkragen van de eerste etage ten opzichte van de buitenmuren van de begane grond zodat het woonhuis 'opgetild' lijkt (= les pilotis);
- het platte dak dat als buitenruimte is ingericht, onder meer met het verstelbare windscherm dat Van der Vlugt speciaal ontwierp (= le toit-jardin);
- de mogelijkheid om dankzij het revolutionaire staalskelet de functies van de woonruimte organisch, zonder scheidingswanden in elkaar te laten overlopen (=le plan libre)
- en dat de gevels zo ook niet dragend hoeven te zijn (=la façade libre);
- of de zeventien meter brede, horizontale strook bandramen in de westelijke gevel om optimaal van het (toen) weidse uitzicht over het Land van Hoboken te kunnen genieten (=la fenêtre en longeur).

Van Le Corbusier komt ook de uitspraak ”een huis is een machine om in te wonen”, net zo als een auto voor hem ”een machine om in te reizen” was. Hij bedoelde hiermee, getuige latere uitspraken, niet zo zeer, dat een huis een machine is, maar dat een huis zo functioneel zou moeten zijn als een machine, om te kunnen voldoen aan de behoeften van de bewoners van een gebouw.
Huis Sonneveld is ook een exponent van deze gedachte. De doordachte functionaliteit van de diverse ruimten, de logische samenhangen tussen deze ruimten, de logistieke indeling en voorzieningen om deze zo efficiënt mogelijk met elkaar te verbinden (stortkokers, goederenliftjes, spreekinstallaties) alsmede de mogelijkheden tot onderhouden van het geheel (kruipruimtes en makkelijk bereikbare schachten voor alle buizen, leidingen, koppelingen en bedrading), doen denken aan een ontwerp voor een machine. De centraal vanuit een moederklok aangestuurde en dus synchroon lopende klokken in alle woonruimten en de ook daar aanwezige, per ruimte bedienbare, luidsprekers voor de centrale radiodistributie, versterken dit beeld.
Hoewel Sonneveld en anderen vanuit hun eigen overtuiging zo op deze wijze indirect meehielpen, Het Nieuwe Bouwen acceptabel te maken in Nederland, plaatsten sommigen hun vraagtekens bij deze ontwikkeling. Zo zal de Amsterdamse architect Benjamin Merkelbach, 1934 schrijven ”Wij willen niet verhelen, dat wij het niet de belangrijkste en gewichtigste taak van het Nieuwe Bouwen achten om aan de zeer speciale wenschen van enkelen te voldoen, doch dat wij een grootscher taak zien weggelegd op het gebied van de volkshuisvesting”

### Door Sonneveld geformuleerde voorwaarden
Vanuit de achtergrond van de opdrachtgever zijn ook onmiskenbare invloeden uit het Amerika van die tijd, kenmerkend. Die hang naar functioneel comfort en modernste apparatuur en verder allerlei om het leven te vergemakkelijken, is overduidelijk aanwezig in Huis Sonneveld. Pullman-kussens, American Standard sanitair, liften, het geluidssysteem: alles invloeden opgedaan tijdens Sonnevelds vele verplaatsingen met oceaanstomers van de Holland-Amerika Lijn of The White Star Line, per Pullman-treinen of tijdens zijn verblijven in de luxe hotels in de Noordoostelijke grote steden.
Waarmee de opdrachtgever eveneens duidelijk een stempel op het ontwerp van het huis gedrukt heeft, is zijn voorwaarde ”een ieder die onder ditzelfde dak woont of werkt, dient dezelfde leefomstandigheden te krijgen”.
Dit was onderwerp van gesprek en een punt van kritiek in Rotterdamse kringen, in een tijd, dat er voor de vele inwonende dienstboden en huishoudsters in de huizen waar zij dienen, nog nauwelijks eigen faciliteiten zijn.
Sonnevelds opvattingen lagen echter in het verlengde van wat al in praktijk gebracht was bij het ontwerp van de Van Nelle-fabriek, waarbij het welzijn van de arbeiders een bepalende voorwaarde was.
Daarom hadden in Huis Sonneveld de twee kamers (met elk telefoon en aangesloten op de centrale muziekinstallatie) voor het inwonende personeel rechtstreeks toegang tot een terras, net zo als hun zitje in de keuken rechtstreeks toegang bood op een balkon. Beide kamers boden voorts rechtstreeks toegang tot de gemeenschappelijke badkamer met aparte wastafels, verwarmd handdoekenrek en ligbad, en beschikten ze over een apart toilet.
Deze sociale context komt verder tot uitdrukking in de – voor die tijd zeker – uitgekiende logistiek, de faciliteiten en de vele technische hulpmiddelen, die hun werkzaamheden aanzienlijk vergemakkelijken.

### Ontwerp
Externe omstandigheden, mede veroorzaakt door de wereldwijde Beurskrach van 1929, boden opdrachtgevers als hun architect Leen van der Vlugt ruim de tijd ieder aspect van het project zorgvuldig te overwegen en eventueel te heroverwegen.
Bemoeilijkt werd dit ontwerpproces. omdat door de gemeente nog langdurig met de afmetingen van de kavels wordt geschoven. Het door de familie samengestelde wensen- en eisenpakket (nogmaals Sonnevelds oudste dochter Puck in 1986: ”dinsdag was huisbespreekdag”) ten aanzien van het gebouw als van het interieur werd tijdens en na de veelvuldige bezoeken van Van der Vlugt in het oude huis aan Heemraadssingel 158 telkenmale verder uitgewerkt. Hoe doordacht dit proces heeft plaatsgevonden, blijkt uit het gegeven, dat er tot op de dag van heden bouwtechnisch nauwelijks iets is gewijzigd.
Met één uitzondering: al in 1938 werd het keukeninterieur uitgewisseld, omdat Bruynzeel dat jaar de baanbrekende, door Piet Zwart ontworpen keuken op de markt bracht, en deze onmiddellijk aan het state of the art interieur van Huis Sonneveld werd toegevoegd. Het was de eerste, uit industrieel vervaardigde modules samen te stellen keuken. Zijn concept-keuken zal uitgroeien tot een van de pijlers van het Bruynzeel-concern en tot ver na de Tweede Wereldoorlog geproduceerd worden.
Het meubilair en de lampen (GISO) kwamen grotendeels van Gispen en stamden uit zijn catalogi of werden speciaal vervaardigd, zoals de kaptafel van Gesine Sonneveld. De grote bank in de huiskamer was gebaseerd op een ontwerp uit 1928 van Le Corbusier (uit de ontwerpreeks LC2 "fauteuil Grand Comfort"), maar aangepast door Van der Vlugt en vervaardigd door Allan & Co´s Koninklijke Nederlandsche Fabrieken van Meubelen en Spoorwegmaterieel N.V., die ook al het interieurtimmerwerk voor hun rekening namen. De Duitse fabriek Thonet leverde een bureautje voor Gesine Sonneveld en een paar keukenstoelen. De tuinmeubelen waren een ontwerp van Bauhaus-docent Erich Dieckmann.
De stoffering werd geheel verzorgd door Metz & Co, op dat moment de toonaangevend woninginrichter van Nederland. Zij werken samen met vele internationaal bekende ontwerpers, waaronder Bart van der Leck, een van de grondleggers van De Stijl. Zijn voor Metz ontworpen kleurenschema werd op grote schaal toegepast in Huis Sonneveld, naast de meer aardse kleuren van de Franse Art deco in de woonkamer en de ouderslaapkamer. Van de hand van de met Metz & Co samenwerkende Art deco-ontwerpster Elise Djo Bourgeois is het ontwerp van het grote, in Marokko handgeknoopte, tapijt in de huiskamer.
Voorts worden er citaten uit andere gebouwen in het ontwerp voor Huis Sonneveld verwerkt, zoals:
- De combinatie vrij hangende glazenkast boven het doorgeefluik met daaronder servieskasten, in de eetkamer (Bauhaus,/Meisterhaus Gropius in Dessau, 1925);
- de 'thee-aanrechtjes' in de eetkamer en de studio (Bauhaus,/Meisterhaus Gropius in Dessau, 1925);
- Door een centrale moederklok aangestuurde elektrische klokken in alle woon- en slaapvertrekken (Huis van der Leeuw aan de Kralingse Plaslaan 38, 1928)
- Kruipruimtes en makkelijk bereikbare schachten voor alle buizen, leidingen, koppelingen en bedrading (Van Nellefabriek Spaanse Polder, 1927)

## Chronologie

### 1920-1939
- 1927: Sonneveld besluit op zoek te gaan naar een geschikt grondstuk voor de bouw van een woonhuis;
- 1927: Plan Witteveen voor het Land van Hoboken, met daarin geprojecteerd een villawijk, goedgekeurd;
- 1929: Sonneveld schrijft zich als eerste particulier in voor een perceel van die geprojecteerde villawijk;
  - Ontwerpfase met Van der Vlugt begint;
- 1931: Gemeenteraad geeft toestemming voor de grondafgifte;
- 1932: Bouwbegin door Bouwbedrijf F.W. Zonneveld uit Kralingen;
- 1933: Weekbericht 48 van de aannemer meldt, dat Huis Sonneveld, gereed is;
- 1934: Walter Gropius bezoekt Huis Sonneveld, in gezelschap van zijn dochter Manon;
- 1938: Het keukeninterieur wordt vernieuwd: er wordt de modernste Bruynzeel-keuken ingebouwd;
- 1939: De gemeente laat in het Land van Hoboken, pal vóór Huis Sonneveld, loopgraven aanleggen.

### 1940-1989
- 1940: Huis Sonneveld doet na het Duitse bombardement van 14 mei dienst als eerste hulppost voor in en om die loopgraven bivakkerende vluchtelingen uit de nabije, brandende binnenstad;
- 1941: Op ditzelfde stuk grond ontwikkelt de Gemeente ”Noodwinkelcentrum Dijkzicht”, als tijdelijke behuizing voor uit de binnenstad gebombardeerde winkels en horecabedrijven;
- 1942: Maastunnel gereed, ontstaan eerste R.E.T.-busterminal, vijftig meter noordelijk van Huis Sonneveld;
- 1946: Basisplan voor de Wederopbouw van Rotterdam van Cornelis van Traa aangenomen;
- 1949: Uitbreidingsplan Zuidelijke Maasoever van Cornelis van Traa aangenomen
  - Als onderdeel van dit plan, start van de ontwikkeling van de Zuidelijke tuinsteden;
- 1952: Vanwege de nabije Maastunnel en de snel groeiende Zuidelijke tuinsteden ontstaat een veel grotere busterminal, nu pal vóór Huis Sonneveld (op hetzelfde terrein als eerder de noodwinkels);
- 1953: Voorbereiding voor de Nationale Energie Manifestatie E55, (waar in 1955 3 miljoen bezoekers op af zullen komen) en waarvan de hoofdingang op enkele tientallen meters afstand, schuin tegenover Huis Sonneveld zal komen;
- 1953: Sonneveld vangt geruchten op over gemeentelijke plannen voor aanleg van een metroverbinding, pal langs zijn huis;
- 1954: Vanwege de drukke busterminal (westelijk), de E55 (zuidelijk) alsmede noordelijk van zijn perceel de dreiging van de metro-aanleg en de in het kader van het Wederopbouwplan geplande doorsteek Rochussenstraat-Eendrachtsplein-Westblaak (wat een drukke, vierbaans verkeersweg pal langs Huis Sonneveld tot gevolg zal hebben), besluit Sonneveld het huis te verkopen;
  - Aankoop twee appartementen op de zevende verdieping van de ”City Flat” aan de nabijgelegen Schiedamse Vest;
  - Architect Jaap Bakema krijgt opdracht er één appartement van te maken en het interieur te ontwerpen naar voorbeeld van het Huis Sonneveld van zijn voorganger Leen van der Vlugt;
- 1956: Huis Sonneveld verkocht aan België, die er hun Consulaat-generaal zullen vestigen;
- 1957 De eerste Consul-generaal van België, de heer Willems, neemt met zijn gezin intrek in Huis Sonneveld.
- 1959: Eerste plannen gepresenteerd voor de Oost-Westlijn (later: Calandlijn) van de Rotterdamse Metro (Capelsebrug-Eendrachtsplein-Coolhaven), pal noordelijk van Huis Sonneveld;
- 1974: Begin met aanleg van het westelijk deel van de Calandlijn: Eendrachtsplein-Coolhaven-Marconiplein, Huis Sonneveld raakt noordelijkste strook van het perceel kwijt.

### 1990-heden
- 1996: Sluiting van het Consulaat-generaal van België;
- 1997: Aankoop door de Rotterdamse Stichting Volkskracht Historische Monumenten;
- 1998: Overleg tussen diverse partijen over herbestemming;
  - Start restauratie-onderzoek;
  - Installatie inrichtingscommissie onder leiding van Wim Crouwel;
- 1999: Start van de door Volkskracht gefinancierde restauratie onder leiding van architect en Van der Vlugt-specialist Joris Molenaar.
- 2000 Start van de door Volkskracht gefinancierde herinrichting onder leiding van interieurhistoricus Barbara Laan, projectleidster namens het Nederlands Architectuurinstituut;
  - Film over de reconstructie van Huis Sonneveld gepresenteerd
- 2001: Lid van het Koninklijk Huis Pieter van Vollenhoven opent Museum Huis Sonneveld voor het publiek;
- 2003: Kinder-audiotour gepresenteerd
- 2007: Voor het eerst jaarlijks meer dan 30.000 bezoekers;
  - Tentoonstelling Villa Photon
  - Film "This functional family" over Huis Sonneveld gepresenteerd
- 2008: 75-jarig jubileum (juni 1933) herdacht door middel van diverse evenementen;
  - Kinderboek over Huis Sonneveld gepresenteerd;
- 2010: Film "To serve - House without a maid" over Huis Sonneveld gepresenteerd
- 2013: Het NAi fuseert met Premsela (Nederlands Instituut voor Design en Mode) en het Virtueel Platform (Kennisinstituut voor e-cultuur) tot *Het Nieuwe Instituut":
  - Afscheidsetentje voor het Van Nelle nominatiecomité (om in 2014 de Van Nellefabriek op de UNESCO-werelderfgoedlijst te krijgen) in de huiskamer van Huis Sonneveld;
  - Commercial voor een toneelstuk "Een Ideale Vrouw" in het De LaMar-theater in Huis Sonneveld opgenomen;
- 2016 Opening nieuwe bezoekerscentrum in de voormalige garage van Huis Sonneveld

## Galerij

Zitkamer
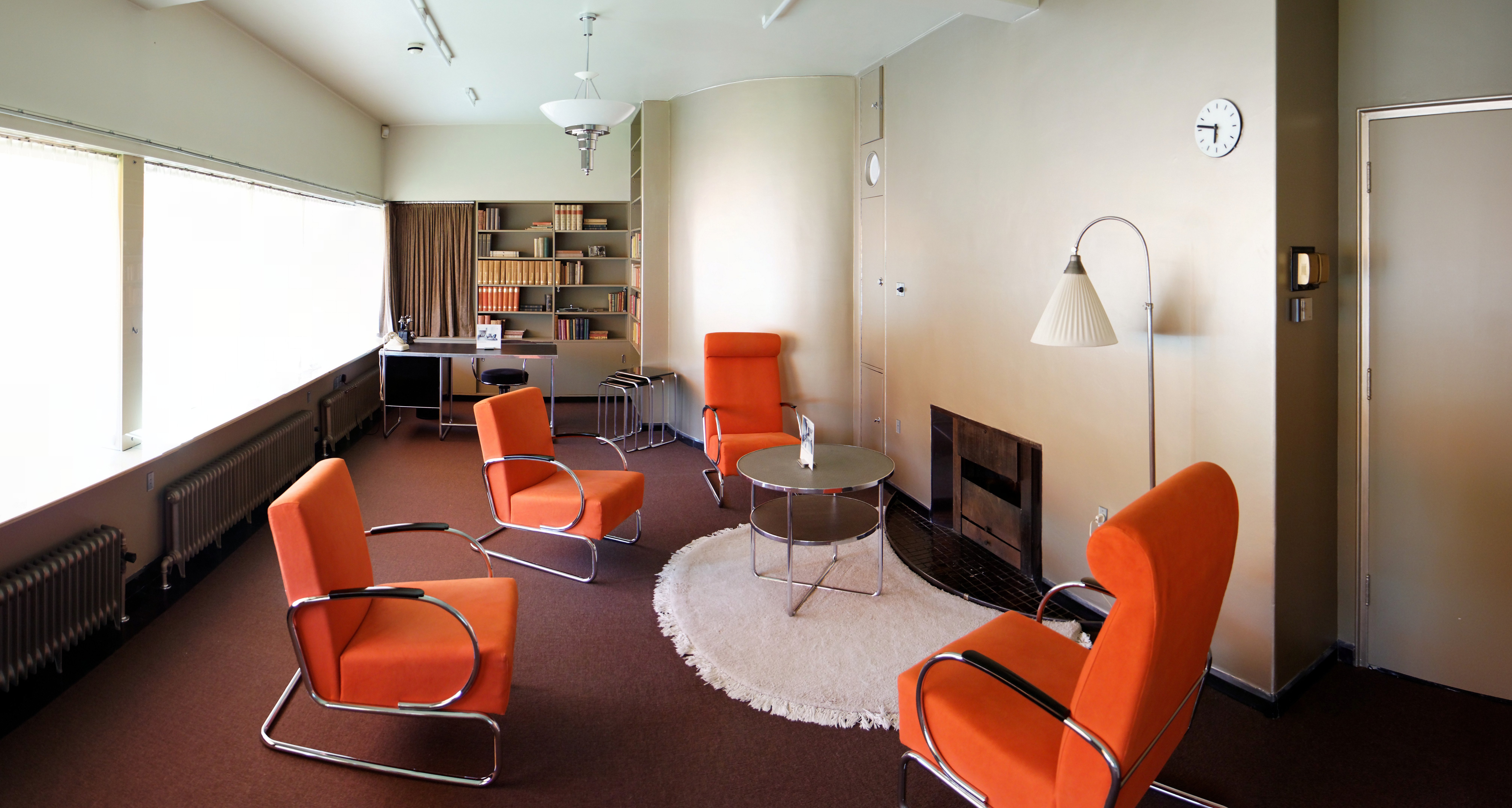
Bibliotheek
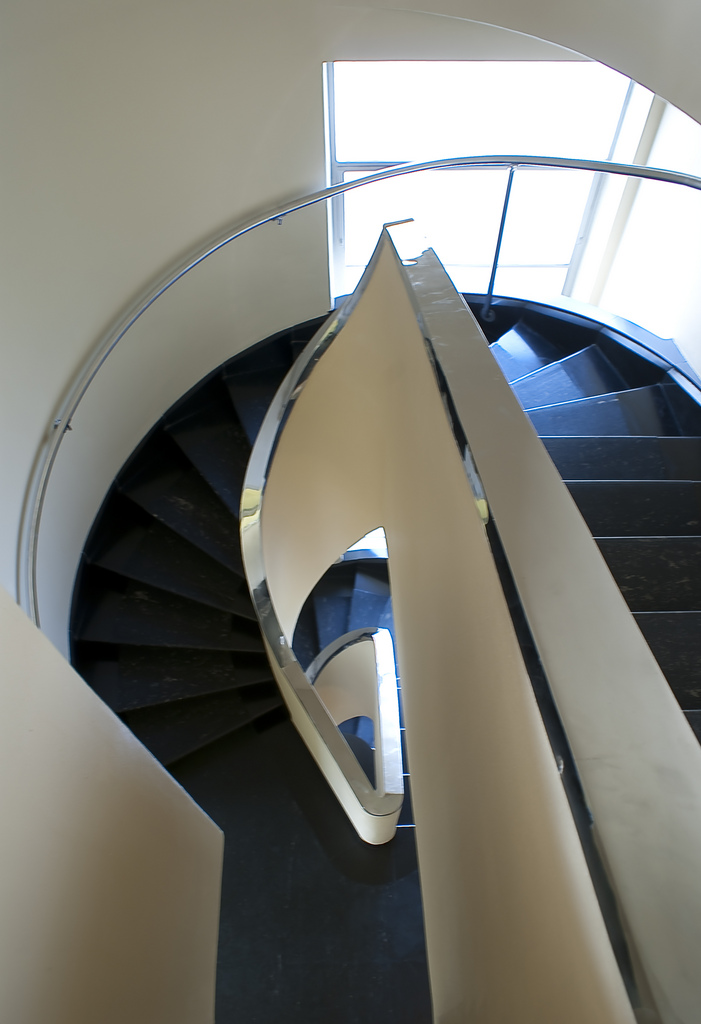
Trappenhuis